# Pleurothallis subrotundifolia
Pleurothallis subrotundifolia là một loài thực vật có hoa trong họ Lan. Loài này được Cogn. miêu tả khoa học đầu tiên năm 1906.